# Vibrio
Vibrio là một chi của vi khuẩn Gram âm, sở hữu một hình dạng cong-que (dấu phẩy), một vài loài trong số đó có thể gây ra ngộ độc thực phẩm, thường kết hợp với ăn hải sản chưa nấu chín. Thường được tìm thấy trong nước muối, các loài Vibrio là loài vi khuẩn kỵ khí thử nghiệm dương tính với chất oxy hóa và không hình thành bào tử. Tất cả các thành viên của chi là cử động dể dàng và có cực roi với lớp vỏ.  Các loài Vibrio thường có hai nhiễm sắc thể, điều này không bình thường đối với vi khuẩn. Mỗi nhiễm sắc thể có nguồn gốc sao chép riêng biệt và độc lập, và được bảo tồn cùng nhau theo thời gian trong chi. Các phylogenies gần đây đã được xây dựng dựa trên bộ gen (phân tích trình tự đa điểm).
OF Müller (1773, 1786) đã mô tả tám loài thuộc chi Vibrio (bao gồm trong Infusoria), ba trong số đó là dạng xoắn khuẩn. Một số loài khác ngày nay được gán cho eukaryote taxa, ví dụ, Peranema euglenoid hoặc cho tảo Bacillaria. Tuy nhiên, Vibrio Müller, 1773 được coi là tên của một chi động vật học, và tên của chi vi khuẩn đã trở thành Vibrio Pacini, 1854. Filippo Pacini đã phân lập được các vi sinh vật mà ông gọi là "rung động" từ bệnh nhân dịch tả năm 1854, vì khả năng vận động của chúng.

## Chủng gây bệnh
Một số loài Vibrio là mầm bệnh. Hầu hết các chủng gây bệnh có liên quan đến viêm dạ dày ruột, nhưng cũng có thể nhiễm trùng vết thương hở và gây nhiễm trùng huyết. Chúng có thể được mang theo bởi nhiều động vật biển, chẳng hạn như cua hoặc tôm, và đã được biết là gây nhiễm trùng gây tử vong ở người trong quá trình tiếp xúc. Nguy cơ mắc bệnh lâm sàng và tử vong tăng với một số yếu tố, chẳng hạn như bệnh tiểu đường không kiểm soát được, nồng độ sắt tăng cao (xơ gan, bệnh hồng cầu hình liềm, bệnh hemochromatosis) và ung thư hoặc các tình trạng suy giảm miễn dịch khác. Các loài Vibrio gây bệnh bao gồm V. cholerae (tác nhân gây bệnh tả), V. parahaemolyticus và V. Vulnificus. V. cholerae thường lây truyền qua nước bị ô nhiễm. Các loài Vibrio gây bệnh có thể gây bệnh từ thực phẩm (nhiễm trùng), thường liên quan đến việc ăn hải sản chưa nấu chín. Các tính năng gây bệnh có thể được liên kết với cảm biến đại biểu, nơi vi khuẩn có thể biểu hiện yếu tố độc lực thông qua các phân tử tín hiệu của chúng.
V. Vulnificus bùng phát thường xảy ra ở vùng khí hậu ấm áp và nhỏ, thường gây chết người, dịch thường xuyên xảy ra. Một vụ bùng phát (outbreak) dịch xảy ra ở New Orleans sau cơn bão Katrina, và một số trường hợp gây tử vong xảy ra trong hầu hết các năm ở Florida. Tính đến năm 2013 tại Hoa Kỳ, nhiễm khuẩn Vibrio nói chung đã tăng 43% so với tỷ lệ quan sát được trong năm 20062002008. V. Vulnificus, chủng nặng nhất, không tăng. Nhiễm khuẩn Vibrio từ thực phẩm thường liên quan đến việc ăn động vật có vỏ sống.
V. parahaemolyticus cũng liên quan đến hiện tượng Kanagawa, trong đó các chủng phân lập từ vật chủ của người (phân lập lâm sàng) là tán huyết trên đĩa thạch máu, trong khi những chủng phân lập từ nguồn không phải là không tan máu.
Nhiều loài Vibrio cũng là động vật. Chúng gây bệnh cho cá và động vật có vỏ, và là nguyên nhân phổ biến gây tử vong trong sinh vật biển trong nước.

## Điều trị
Chăm sóc y tế phụ thuộc vào sự giới thiệu lâm sàng và sự hiện diện của các điều kiện y tế tiềm ẩn.

### Vibrioviêm dạ dày ruột
Bởi vì viêm dạ dày ruột Vibrio tự giới hạn ở hầu hết bệnh nhân, không cần điều trị nội khoa cụ thể. Bệnh nhân không thể dung nạp thay thế nước uống có thể yêu cầu điều trị bằng dung dịch truyền tĩnh mạch.
Mặc dù hầu hết các loài vi khuẩn Vibrio rất nhạy cảm với kháng sinh như doxycycline hoặc quinolon, điều trị kháng sinh không rút ngắn quá trình bệnh hoặc thời gian bài tiết mầm bệnh. Tuy nhiên, nếu bệnh nhân bị sốt và sốt cao hoặc có tình trạng bệnh lý tiềm ẩn, có thể bắt đầu điều trị bằng kháng sinh đường uống với doxycycline hoặc quinolone.

### Nhiễm trùngVibrioNoncholera
Bệnh nhân bị nhiễm trùng không nhiễm trùng Vibrio hoặc nhiễm trùng huyết nặng hơn nhiều và thường có các điều kiện y tế khác. Điều trị nội khoa bao gồm:
- Bắt đầu điều trị bằng kháng sinh hiệu quả (doxycycline hoặc quinolone)
- Điều trị nội khoa tích cực với thay thế chất lỏng và thuốc vận mạch tích cực để hạ huyết áp và sốc nhiễm trùng để điều chỉnh các bất thường về axit-base và điện giải có thể liên quan đến nhiễm trùng huyết nặng
- Cắt bỏ mê sảng sớm trong vòng 24 giờ sau khi phát triển các triệu chứng lâm sàng có thể cứu sống được ở những bệnh nhân bị viêm cân hoại tử.
- Bóc tách sớm vết thương bị nhiễm trùng có vai trò quan trọng trong trị liệu thành công và đặc biệt được chỉ định để tránh cắt cụt ngón tay, ngón chân hoặc tay chân.
- Đánh giá và can thiệp phẫu thuật khẩn cấp và nối tiếp là cần thiết vì bệnh nhân có thể xấu đi nhanh chóng, đặc biệt là những người bị viêm cân hoại tử hoặc hội chứng khoang.
- Phẫu thuật tái tạo, chẳng hạn như ghép da, được sử dụng trong giai đoạn phục hồi.

## Các chủng khác
V. harveyi là mầm bệnh của một số động vật thủy sinh và đáng chú ý là nguyên nhân gây ra chứng rung cảm phát sáng ở tôm (tôm).

## Tiên mao
Các loài Vibrio "điển hình", được phát hiện sớm, chẳng hạn như V. cholerae, có một tiên mao đơn cực (đơn bào) có vỏ bọc. Một số loài, chẳng hạn như V. parahaemolyticus và V. alginolyticus, có cả một lá cờ đơn cực với vỏ bọc và lá cờ mỏng chiếu theo mọi hướng (peritrichous), và các loài khác, như V. fischeri, có búi của cột cờ cực (lophotrichous).

## Biến đổi tự nhiên
Biến đổi tự nhiên là một sự thích nghi phổ biến của vi khuẩn đối với việc chuyển DNA sử dụng nhiều sản phẩm gen của vi khuẩn. Để một vi khuẩn người nhận liên kết, tiếp nhận và tái tổ hợp DNA ngoại sinh vào nhiễm sắc thể của nó, nó phải trở nên đủ năng lực (competent), nghĩa là vào trạng thái sinh lý đặc biệt. Quá trình hấp thu DNA của V. cholerae có khả năng tự nhiên bao gồm một pilus do năng lực mở rộng và một protein gắn DNA hoạt động như một con rachet và cuộn DNA vào trong periplasm. Biến đổi tự nhiên cũng đã được mô tả cho V. fishingi, V. Vulnificus và V. parahaemolyticus.

## RNA nhỏ
V. cholerae đã được sử dụng trong các khám phá về nhiều RNA nhỏ của vi khuẩn. Sử dụng sRNA-Seq và ứng viên sRNA ứng cử viên phía Bắc đã được xác định và đặc trưng là IGR-sRNA (vùng intragenic), AS-sRNA (được phiên mã từ chuỗi antisense của [[khung đọc mở (ORF) và có nguồn gốc ORF. Một trong những ứng cử viên từ nghiên cứu này, IGR7, đã được chứng minh có liên quan đến chuyển hóa carbon và sau đó đổi tên thành MtlS RNA. Các sRNA khác được xác định trong V. cholerae thông qua sàng lọc di truyền và phương pháp tính toán bao gồm RNA Qrr, RNA điều hòa Vibrio của OmpA, MicX sRNA, Vibrio cholerae ToxT RNA hoạt hóa, RNA tfoR và VqmR sRNA.